# Молода платформа
Молода платформа, квазікратон (синоніми: Квазікратон (Штілле, 1964), плита) — геологічна платформа, що виникла в протерозойський час на місці каледонських, герцинських і мезозойських складчастих областей.
За віком завершення складчастості виділяють епіпалеозойські (епікаледонські і епігерцінські) і епімезозойські платформи. Деякі автори (Хайн та інші) до молодих платформ відносять і епібайкальські платформи. Платформи молоді з давніми зближують ряд ознак: ступінь тектонічної диференційованості, інтенсивність глибинних рухів, розмір і форма великих структур і характер складчастості. Разом з тим в їх будові існує ряд відмінностей, які дозволяють деяким дослідникам, особливо за кордоном, не вважати такі структури платформами:
- Платформи молоді не утворюють самостійних брил материкової кори, а обрамляють древні платформи або заповнюють проміжки між ними.
- Успадкованість структурами чохла внутрішньої структури фундаменту, що виявляється відносно структур всіх порядків, іноді навіть локальних. Незважаючи на переважання успадкованих структур певну роль в будові молодих платформ грають і новоутворення (накладені структурні елементи), наприклад: синеклізи типу Англо-Паризького басейну, грабени і грабеноподібні прогини (Челябінський), які закладають в завершальній стадії геосинклінального розвитку. Зустрічаються і поперечні грабени, що формуються на пізніх стадіях розвитку молодих платформ (Рейнський грабен).
- Кордон між осадовим чохлом і фундаментом на молодій платформі зазвичай нечіткий. Тільки в районах, де чохол лягає на древні платформи з великою перервою, межа між ними різка. У прогину між інтенсивно складчастим і мегаморфізованним фундаментом і недислоційованим платформним чохлом нерідко залягають моласоподібні слабо складчасті і метаморфізовані товщі проміжного структурного поверху, часто включають значну кількість ефузивних порід, (наприклад, тріас і верхній палеозой 3ахідного Сибіру). На окремих ділянках ці товщі виконують поховані грабени, в межах яких ступінь дислокування зростає до бортів. Молоді платформи завдяки появі цих проміжних утворень іноді набувають триярусної і навіть чотириярусної будови на відміну від переважно двох'ярусної, властивої давнім платформам.
- На молодих платформах найбільші структури характеризуються більшою витягнутістю, ніж на древніх.